# Sphaerosoma echinulatum
Sphaerosoma echinulatum är en svampart som beskrevs av Seaver 1905. Sphaerosoma echinulatum ingår i släktet Sphaerosoma och familjen Pyronemataceae.   Inga underarter finns listade i Catalogue of Life.